# Слободан Терзић
Слободан Терзић српски је филмски драматург.

## Биографија
Дипломирао на Филозофском факултету у Сарајеву, где је магистрирао са темом из српске средњовековне књижевности.
Био је дугогодишњи уредник и главни уредник прво дечјег касније културно - уметничког програма РТВ Сарајево од 1986. до 1991. године.
Школске 1991/1992. године постаје лектор на московском универзитету МГУ Ломоносов.
Од 1993. године живи у Београду и једно време током 90-их радио је као уредник играног програма РТС.

## Дела
Као уредник или уметнички директор током рада на РТВ Сарајево, РТС и продукцији Комуна потписао је популарне емисије, серије и филмове:
- Недељни забавник
- Топ листа надреалиста
- Ово мало душе
- Мисија мајора Атертона
- Рањеник
- филм Мој брат Алекса
- ноћни програм И ноћ и дан
- Дом за вјешање
- Бијело дугме - након свих ових година
- Сложна браћа
- Била једном једна земља
- Лајање на звезде
- Црна мачка, бели мачор
- Сваштара
- Нормални људи
- Породично благо
- Лисице
- Стижу долари
- Сиви камион црвене боје
- Живот је чудо

Тренутно запослен као драматург и уметнички директор у продукцији Кошутњак филм.
Потписао је још и популарне тв серије:
- Бела лађа
- Рањени орао
- Грех њене мајке
- Непобедиво срце
- Самац у браку
- Једне летње ноћи
- Цват липе на Балкану
- Шешир професора Косте Вујића
- Бранио сам Младу Босну
- Јунаци нашег доба
- Бележница професора Мишковића
- Усековање итд.